# E ti svegli con me
E ti svegli con me è il primo album del cantante italiano Franco Dani, pubblicato dall'etichetta discografica Vedette nel 1979.
L'album è prodotto da Miro, che cura gli arrangiamenti e partecipa alla stesura di tutti i brani.
Dal disco viene tratto il singolo E ti svegli con me/Celeste.

## Tracce

### Lato A
1. E ti svegli con me
2. Che si fa
3. Celeste
4. Un, due, tre

### Lato B
1. Risvegliarsi
2. Aeroplani
3. Pazzi
4. La corsa verso il mare
5. Favole